# Tas (chef magyar)
Pour les articles homonymes, voir Tas.
Tas est selon la tradition un des sept chefs tribaux magyars qui conduisent leur nation en Europe depuis l'Asie dans la seconde moitié du IXe siècle. Selon les historiens modernes il vécut plus probablement quatre générations plus tard.

## Biographie
Selon la chronique médiévale Gesta Hungarorum — rédigée par le chroniqueur Magister P. (en), dit Anonymus en hongrois, probablement sous le règne de Béla III —, Tas est l'un des six chefs hongrois (avec Előd, Töhötöm, Huba, Ond et Kond) qui se rallient au prince Álmos à la conquête de l'actuelle Hongrie.
La plupart des historiens modernes le considèrent cependant comme le petit-fils du grand prince Árpád (lui-même fils d'Álmos), et le père de Lehel.